# Моралізм

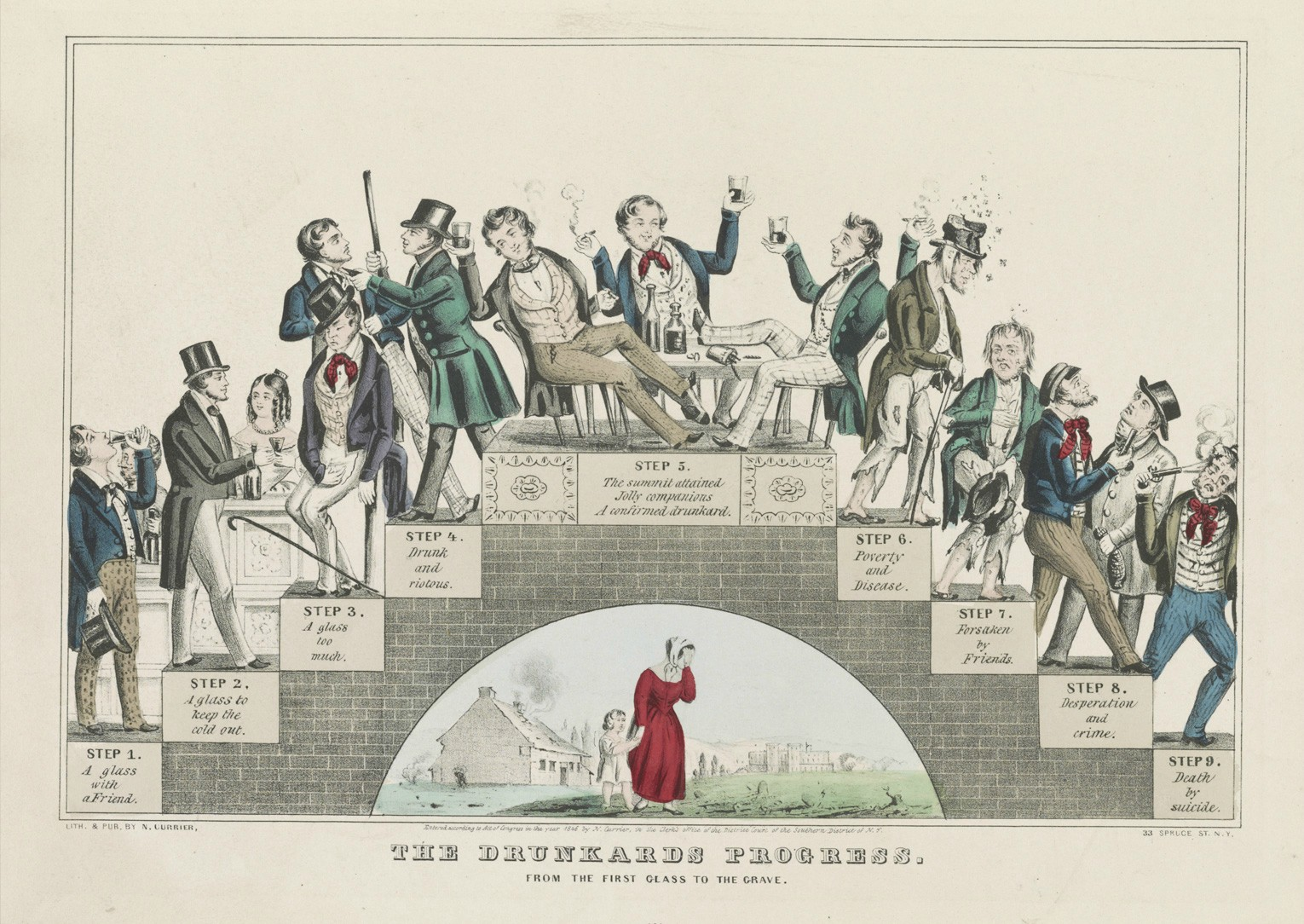
The Drunkard's Progress : Натаніель Каррієр, 1846, попереджає, що помірне вживання алкоголю крок за кроком веде до повної катастрофи

Моралізм — це філософія, що виникла в 19 столітті, яка просуває в суспільстві певний набір моралі, зазвичай, традиційної поведінки, а також «справедливості, свободи та рівності». Це сильно вплинуло на північноамериканську та британську культуру, що стосувалося приватних питань, таких як сім’я та сексуальність, а також питань, які переходять у громадське поле, таких як рух стриманості.
Термін використовувався в принизливому значенні для опису ставлення «надмірної стурбованості винесенням моральних суджень або неліберальністю своїх суджень».

## Французькі моралісти
У французькій літературі моралісти (фр. moralistes) були традицією світських письменників, які описували «особисту, соціальну та політичну поведінку», як правило, через сентенції. Традиція пов'язана з салонами Ancien Régime з 16 по 18 століття. Традиція починається з "Проб" Мішеля де Монтеня (1580), але її розквіт припав на кінець 17 століття.
Хоча моралісти писали есе та портрети пером, їхнім улюбленим жанром була сентенція. Це були короткі абстрактні заяви, позбавлені контексту, що часто містили парадокси і завжди були покликані шокувати чи здивувати. Моралісти прагнули до об’єктивного й неупередженого спостереження, звільненого від упереджень свого часу. Їхній підхід ніколи не був системним. Чотири головні моралісти та їхні основні твори:
- Франсуа де Ларошфуко, «Réflexions ou sentences et maximes morales» (1665)
- Жан де Лабрюєр, «Caractères ou les moeurs de ce siècle» (1688)
- Люк де Клап’є, маркіз де Вовенарг, «Introduction à la connaissance de l’esprit humain, suivie de réflexions et maximes» (1746)
- Ніколя Шамфор, «Maximes et pensées, caractères et anecdotes» (1795)

## Північна Америка
Простежуючи витоки моралізаторства, соціолог Малкольм Вотерс пише, що «моралізм виник із зіткнення нестримного характеру прикордонного експансіонізму, протестантського наголосу середнього класу на респектабельності, культивованим у маленьких містах Америки, та егалітарним та антиінтелектуальним євангелізмом серед роздрібнених протестантських груп». 
У 19 столітті питання аболіціонізму та стриманості сформували «два стовпи» моралізаторства, ставши популярним через християнські церкви в США, як протестантську, так і римо-католицьку.  Моралізм, пропагований деякими християнськими деномінаціями, такими як квакери, виявився у широкій підтримці аболіціонізму. 
Підйом постміленіалізму в 19 столітті «заохочував загальну культуру протестантського моралізаторства і штовхнув його до ряду соціальних реформаторських рухів, від антирабства та аболіціонізму (свобода для рабів), до протестів проти переселення індіанців, до антивоєнних і мирних зусиль, за права жінок, за стриманість роботи до і після громадянської війни». Таким чином, кампанія за надання жінкам виборчого права, про яку свідчить етос таких організацій, як Жіночий християнський союз тверезості (WCTU), була дуже керована моралізаторством тієї епохи.
У другій половині 20-го століття, а також у 21-му столітті моралісти в США звернули увагу на підтримку руху за криміналізацію абортів. Моралісти також зосередили свої зусилля на збереженні блакитних законів, таких як ті, що перешкоджають недільним покупкам, відповідно до переконань першого дня суботи та чутливості деяких робітників і профспілок.

## Цитати
1. ↑  Theissen, Gerd (2007). The Bible And Contemporary Culture (English) . Fortress Press. с. 147. ISBN 9781451408607.
2. 1 2  Klingemann, Hans-Dieter; Fuchs, Dieter; Zielonka, Jan (2006). Democracy and Political Culture in Eastern Europe (English) . Routledge. ISBN 9781134170418.
3. ↑  Archer, A. (2018). The problem with moralism. Ratio. 31 (3): 342—350. doi:10.1111/rati.12168.
4. 1 2  MacLean, Ian. Moralistes. Routledge Encyclopedia of Philosophy  (англ.). London: Routledge. doi:10.4324/9780415249126-da035-1.
5. ↑  Waters, Malcolm (2002). Daniel Bell (English) . Routledge. с. 73. ISBN 9781134845576.
6. ↑  Welter, Brian (6 травня 2011). Philosophy professor finds both Christians, secularists lacking (English) . Catholic News Service. Архів оригіналу за 18 листопада 2018. In many essays, Taylor shows how this excessive moralism in both the Protestant and Catholic churches from the 17th century onward led to a "polite" Christian society where being polite was more important than being Christian.
7. ↑  Robins, R. G. (2004). A. J. Tomlinson: Plainfolk Modernist (English) . Oxford University Press. ISBN 9780199883172.
8. ↑  Ryan, James Emmett (2009). Imaginary Friends: Representing Quakers in American Culture, 1650-1950 (English) . University of Wisconsin Press. с. 51. ISBN 9780299231743. Still operating at the margins of American religious discourse, Quaker civic moralism would see its legitimacy in the public sphere grow as increasing numbers of American citizens grew sympathetic with the Unionist and abolitionist causes.
9. ↑  Brekus, Catherine A.; Gilpin, W. Clark (2011). American Christianities: A History of Dominance and Diversity (English) . Univ of North Carolina Press. с. 50. ISBN 9780807869147.
10. ↑  Delany, Sheila (2007). Writing Woman: Sex, Class and Literature, Medieval and Modern (English) . Wipf and Stock Publishers. с. 11. ISBN 9781556354434.
11. ↑  Steinfels, Peter (2013). The Neoconservatives: The Origins of a Movement: With a New Foreword, From Dissent to Political Power (English) . Simon and Schuster. с. 37. ISBN 9781476729701.

## Зовнішні посилання
- Всесвітній жіночий союз християнської тверезості (WWCTU)
- Альянс Дня Господа США